# Arturo Reyes
Arturo Reyes Aguilar (29. září 1864 Málaga – 17. června 1913 Málaga) byl španělský spisovatel, básník a novinář.

## Životopis
Arturo Reyes byl synem Manuela Reyese y Gila a Josefiny Aguilar Adelardo. V roce 1866, když mu byly dva roky, matka opustila rodinu, odešla žít do Barcelony a vzala s sebou pouze Arturova staršího bratra Adelarda. Otec zemřel r. 1876.
Arturo se v roce 1893 oženil s Carmen Conejo Guillotovou, měli spolu šest dětí; tři z nich zemřeli mladí. Syn Artura Reyese – Adolfo Reyes (1890–1968) se také stal spisovatelem, byl známý především svou modernistickou sbírkou próz Las cenizas del sandalo (1916) a knihou Ensayos morscos (1936).
Finanční situace rodiny nebyla stabilní, s pomocí Francisca Verduga a dalších novinářů mu byla zajištěna státní podpora. Reyes často pracoval s novinami „Correo de Andalucía“ a „El Cronista“ ale nejznámější byl jako autor poezie a prózy. Některá jeho prozaická díla byla publikována v edici „El Cuento Semanal“.
Psal velmi emotivní poezii, ale uznání si získal především svými romány Cartucherita (1897) a La Goletera (1900). Napsal také stovky povídek, mezi nimiž lze vyzdvihnout Cuentos andaluces (1901), k nejvýznamnějším básnickým sbírkám patří Desde el surco (1896). Jeho styl byl spjat s osobitou interpretací dobových literárních idejí romantismu a kostumrismu s realistickým podtextem, který zároveň odrážel dotazy moderního jedince.
V roce 1911 byli Arturo Reyesj [za básnicou sbírku Béticas] a Ricardo Leon [za román El amor de los amores] oceněni cenou Fastenrath za rok 1910 a stali se korespondenty Královské španělské akademie.
Vzpomínáme na něho jako na emotivního, nadšeného a zároveň skromného člověka. V jeho dílech se odrážela spontánnost a hloubka, zároveň se však projevila i trvalá melancholičtější stránka jeho povahy. Byl přítelem Benita Péreze Galdóse, Rafaela Cansinose-Assénsse , Juana Valery a udržoval vztah také s Alcalou Galianem, José Maríou de Peredou, Ricardem Leónem, Gasparem Núñezem de Arce, Jacintem Benaventem, Ramirem de Maeztu, Alejandrem Sawou, Salvadorem Ruedou, Manuelem Altolaguirrem a Rubénem Daríem.

Arturo Reyes trpěl od mládí blíže nespecifikovanou těžkou střevní chorobou, která byla považována za příčinu jeho celkového vyčerpání a skonu. V očekávání své předčasné smrti dokončil o několik dní dříve svou poslední básnickou sbírku Del Crepusculo (1913) slovy:
Dnes, když připravuji tuto poslední básnickou sbírku, která, bude-li vydána, pokud k tomu dojde, jistě přijde poté, co Bůh již ukončil mou tak zbitou existenci [...]. Zatímco vy čtete tyto stránky, já budu pravděpodobně spát sen o věčnosti [...].
V roce 1964 byla v parku Málaga umístěna busta Arthura Reyese od sochaře Adriana Risuena.

## Dílo

### Próza
- El sargento Pelayo (1888).
- Cartucherita (1897)
- El lugar de la viñuela (1898).
- La Goletera (1900)
- ¡Estaba escrito! (1900)
- Cuentos andaluces (1901)
- Del bulto a la Coracha (1902, cuentos)
- La Maruchita (1907)
- Las del Pinto (1908)
- La Miraflores (1909)
- Cielo azul (1910)
- El del Rocío (1911)
- Sangre gitana (1911)
- Sangre torera (1912)
- Entre breñas (1913).

### Poezie
- Ráfagas, 1889.
- Íntimas, 1891.
- Otoñales
- Del crepúsculo
- Béticas.
- Romances Andaluces

### V češtině
- Svůdná Pepa – úvod František Sekanina; ze sbírky Cuentos andaluces; přeložil O. J. Janota; in: 1000 nejkrásnějších novel... č. 73. Praha: J. R. Vilímek, 1914